# رنو سامسونگ اس‌ام۳
رنو سامسونگ اس‌ام۳، (به انگلیسی: Renault Samsung SM3) خودروی کامپکت سدان تولید شده توسط خودروساز کره‌ای؛ رنو سامسونگ موتورز می‌باشد. تولید اس‌ام۳ از سال ۲۰۰۲ و عرضه آن، از سال ۲۰۰۳ آغاز گردید. این خودرو از نوع خودروهای موتور جلو-محور جلو است و طول و عرض آن به‌ترتیب ۴٫۵۱۰ میلی‌متر، ۱٫۷۰۵ میلی‌متر می‌باشد.
رنو سامسونگ اس‌ام۳ در خاورمیانه، با نام رنو فلوئنس نیز به‌فروش می‌رسد.

## نگارخانه

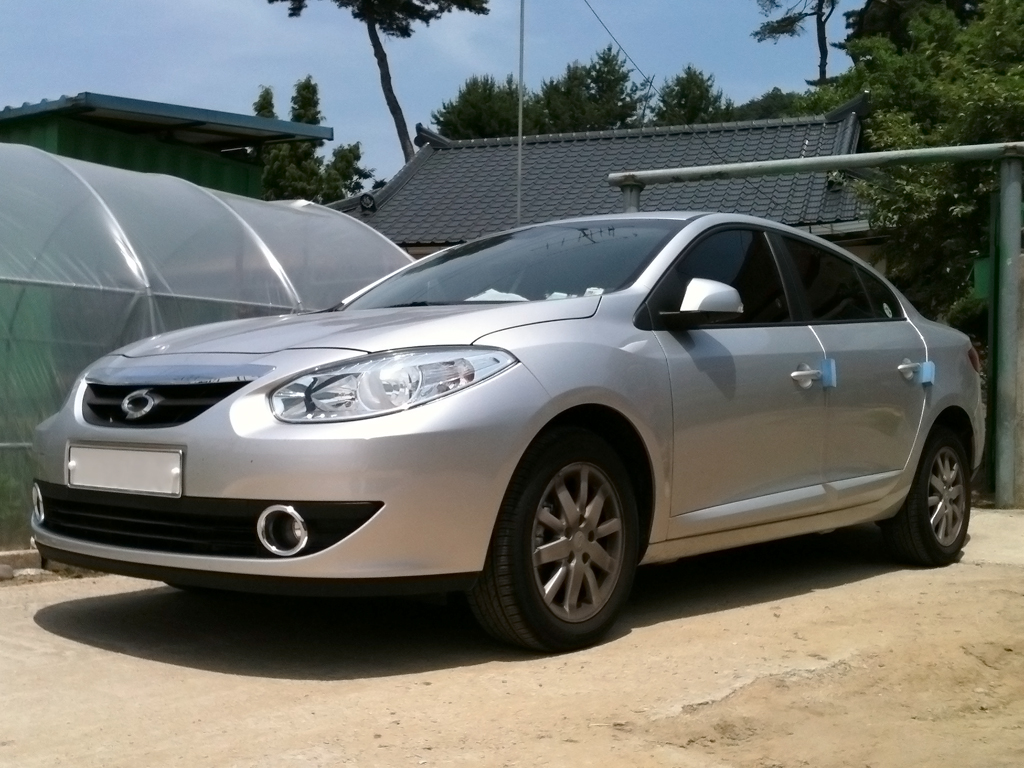
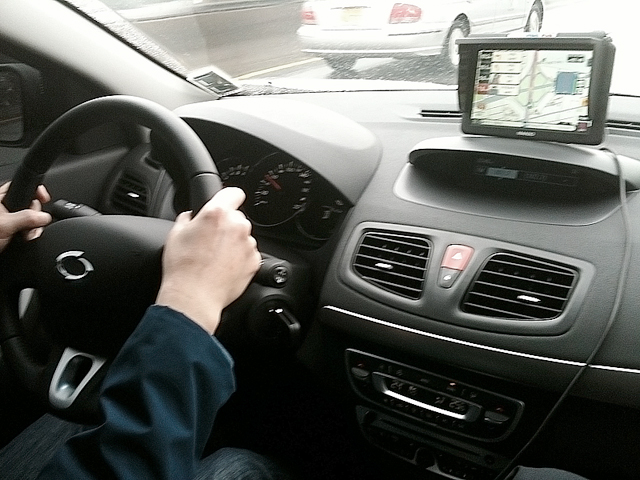
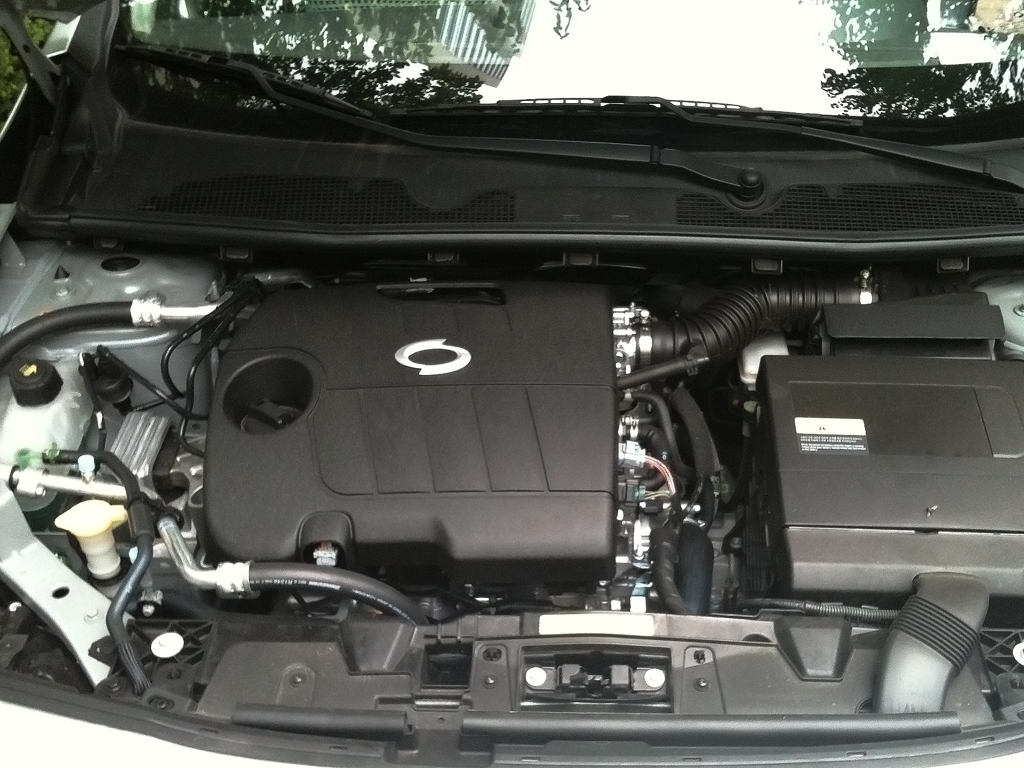
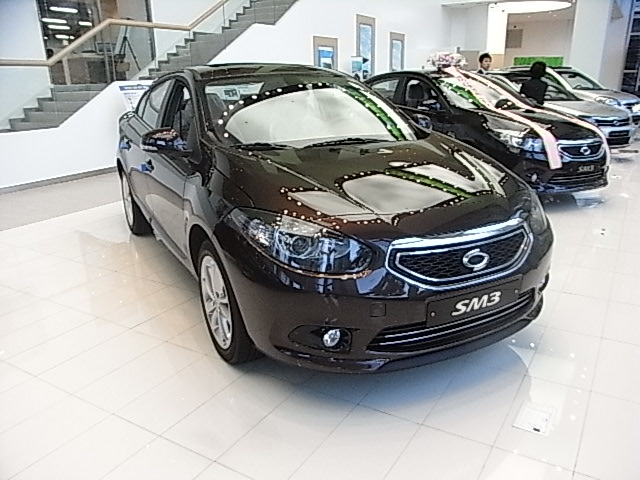
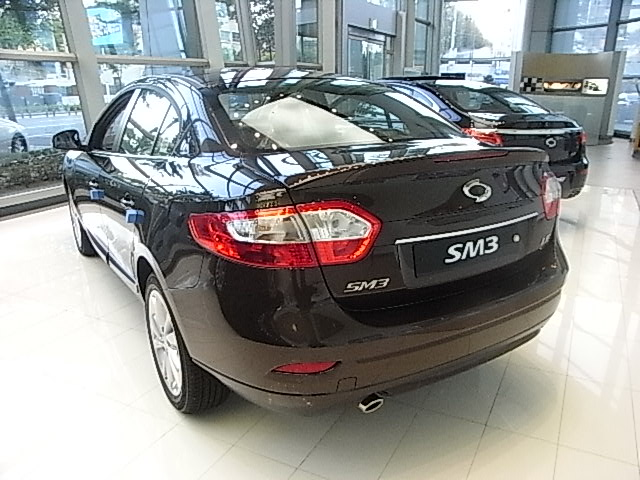
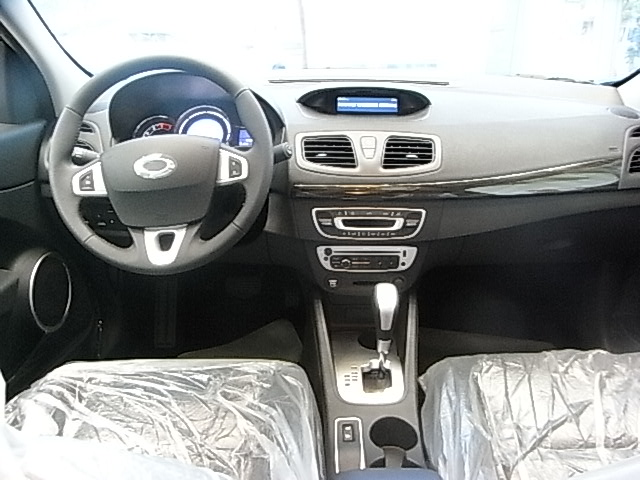
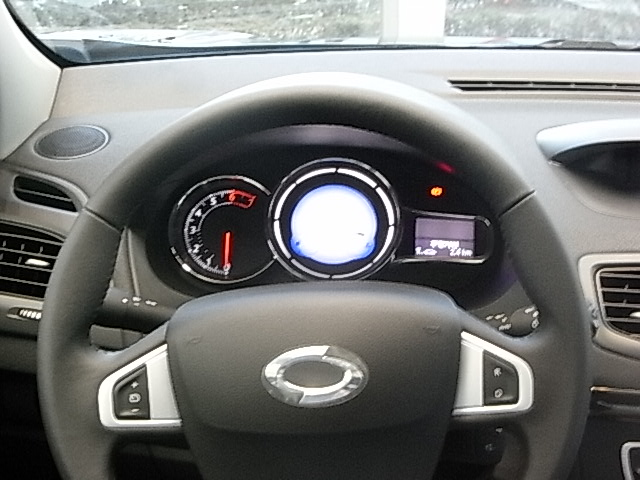
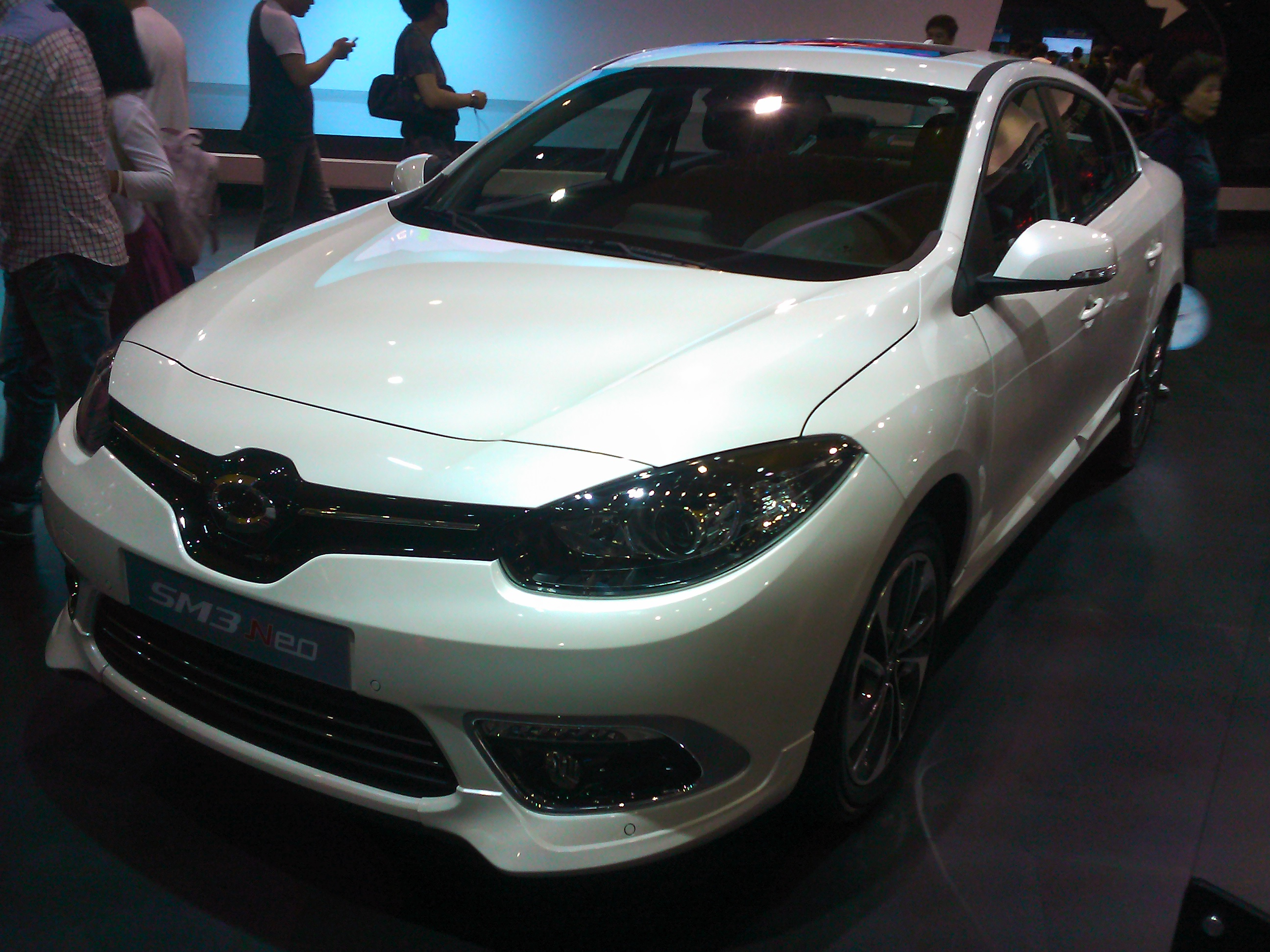
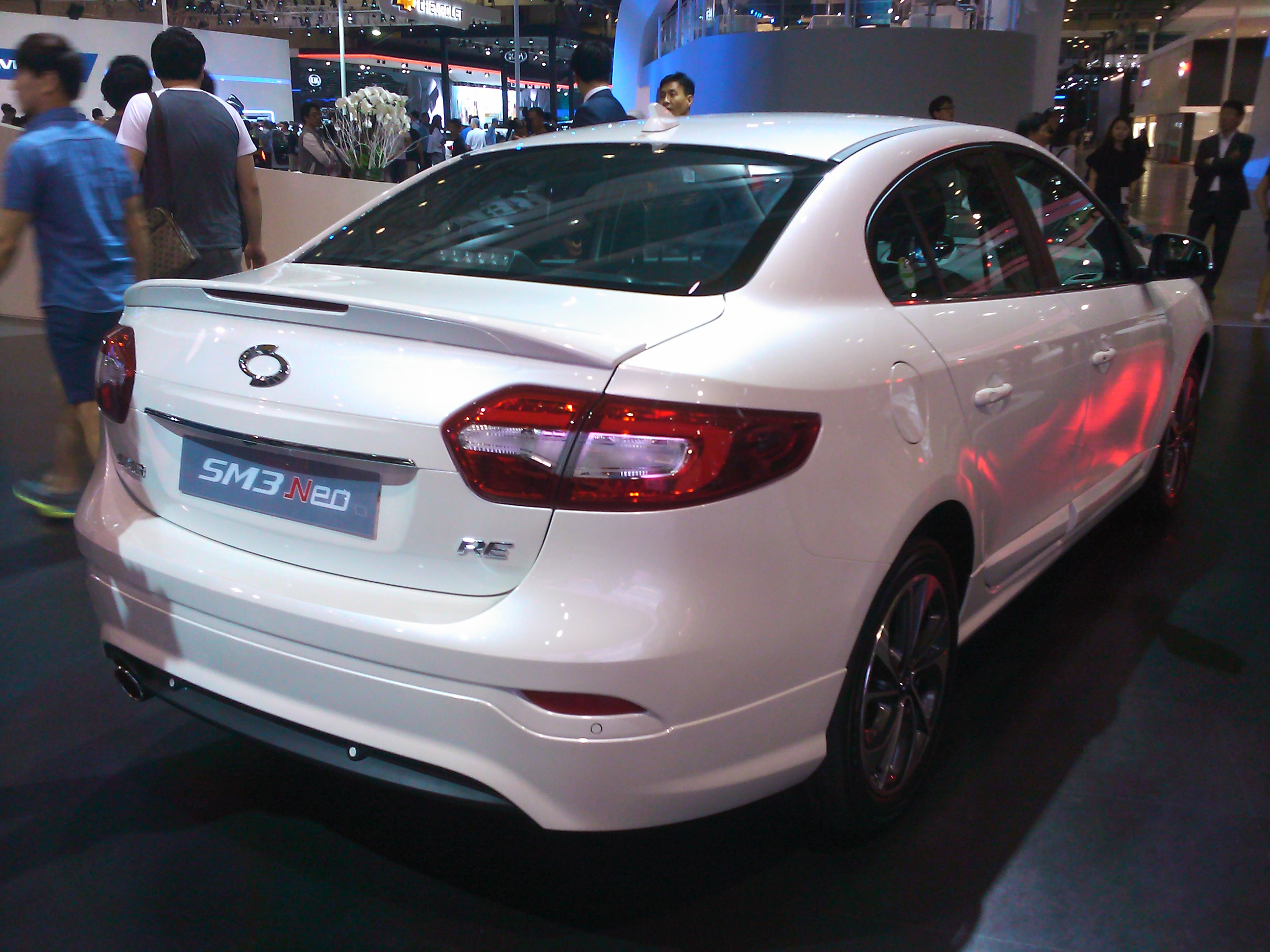